# Новак Мусић
Новак Мусић (Београд, 27. мај 1998) српски је професионални кошаркаш. Игра на позицији плејмејкера, а тренутно наступа за Зјелону Гору у Кошаркашкој лиги Пољске.

## Каријера
Новак је започео своју каријеру играјући у млађим категоријама Звездаре М-Инвест. Добрим играма на једном од турнира заокупио је пажњу Меге, која је била његов следећи клуб.
У Меги је прошао кроз све млађе категорије, а потом је био и члан сениорског тима. Учествовао је на два Евролигина АНГТ турнира, прво у Риму 2015. године, а потом и у Берлину 2016. године.
Са Мегом је освојио и Куп Радивоја Кораћа 2016. године, мада је у финалном мечу против екипе Партизана преседео на клупи за резервне играче.
У сезони 2016-17, Мега га је проследила на позајмицу у екипу Смедерева 1953, потом је у сезони 2017-18 био део београдског Беовука 72, да би у сезони 2018-19 у дресу ОКК Београда направио велики пробој у Кошаркашкој лиги Србије.
То му је омогућило да већ крајем исте сезоне потпише уговор са Игокеом, за коју је играо у завршници АБА лиге у сезони 2018-19. Са истим клубом освојио је Куп Босне у кошарци.
Сезона 2019-20 донела је Новаков повратак у екипу Меге, где је одиграо свега две утакмице, после чега је поново прослеђен на позајмицу у ОКК Београд. Тамо је поново имао одличне просеке, бележивши 16,0 поена по утакмици уз 3,8 скокова и 4,0 асистенција.
То му је омогућило да наредне године, у сезони 2020-21, заигра у АБА 2 лиги за екипу Подгорице са којом се домогао полуфинала такмичења.
Први пут је напустио просторе Балкана у сезони 2021-2022, када је обукао дрес Арке из Гдиње у Кошаркашкој лиги Пољске. У својој дебитантнској сезони у овом такмичењу у просеку је бележио 11,6 поена уз 3,1 скок и 4,7 асистенција.
И наредну сезону провео је у истом клубу, с тим да су му просеци били за нијансу већи. Новак је у сезони 2022-23 бележио 12,2 поена по мечу уз 3,4 скокова и 3,7 асистенција.
Дана 26. јула 2023. године потписао је уговор са Зјелоном Гором.

## Репрезентативна каријера
Новак је играо за све млађе категорије Кошаркашке репрезентације Србије. Првобитно је наступио за У-16 екипу на Европском шампионату у Риги 2014. године где је у просеку бележио 7,9 поена уз 1,6 скокова и 1,3 асистенција.
Током 2016. године био је део У-18 репрезентације Србије на Европском првенству у Самсуну у Турској, када је у просеку бележио 10,5 поена уз 2,7 скокова и 3,0 асистенција.
Годину дана касније, 2017. године играо је са годину дана старијим вршњацима у оквиру У-20 репрезентације Србије на Европском првенству у Грчкој на Криту, где је имао 1,8 поена уз 2,2 скока и 2,3 асистенција у просеку. Са екипом је тада заузео пето место.
И 2018. године је био део У-20 репрезентације Србије на Европском првенству у Чемницу у Немачкој, када је бележио 7,9 поена у просеку уз 2,4 скокова и 4,1 асистенцију. Са екипом је овога пута заузео шесту позицију.

## Приватни живот
Новаков млађи брат Владан такође се професионално бави кошарком. Током сезоне 2019-20, њих двојица су заједно играла у ОКК Београду.